# الاتحاد المالي للتجمع الديمقراطي الإفريقي
الاتحاد المالي للتجمع الديمقراطي الأفريقي (بالفرنسية: Union Malienne du Rassemblement Démocratique Africain) هو حزب سياسي في مالي بقيادة بوكار موسى ديارا.

## التاريخ
تم تشكيل الحزب من خلال اندماج الاتحاد السوداني - التجمع الديمقراطي الأفريقي وكتلة الديمقراطية والتكامل الأفريقي في أغسطس 2010،  وتم تسجيله رسميًا في 26 أغسطس 2010. في الانتخابات البرلمانية 2013 فاز بمقعد واحد.